# La Nouvelle Famille Addams
Pour les articles homonymes, voir La Famille Addams.
Conçue d'après La Famille Addams, l'œuvre dessinée de Charles Addams, La Nouvelle Famille Addams (The New Addams Family) est une série télévisée américano-canadienne en 65 épisodes de 26 minutes diffusée du 19 octobre 1998 au 28 août 1999 sur YTV au Canada, Fox Family aux États-Unis et CITV au Royaume-Uni.
En France, la série a été diffusée sur TF1, TF6 et Canal+ Family.

## Synopsis
La nouvelle version présente un nouveau casting. Gomez est interprété par l'acteur Glenn Taranto, qui ressemble à John Astin. La série reprend plusieurs éléments de la série originale, et y ajoute des éléments modernes, dans l'humour, et les références au cours des épisodes.

## Distribution
- Glenn Taranto (en) (VF : Bernard Woringer) : Gomez Addams
- Ellie Harvie (en) (VF : Brigitte Virtudes) : Morticia Addams
- Brody Smith (VF : Hervé Rey) : Pugsley Addams
- Nicole Fugere (VF : Julie Turin) : Mercredi Addams
- Betty Phillips (VF : Françoise Fleury) : Mamie Addams
- Michael Roberds (en) (VF : Jean-François Kopf) : oncle Fétide
- Steven Fox : la Chose (une main coupée ambulante)
- John DeSantis : Max, le géant majordome
- John Astin : grand-père Addams (2 épisodes)

## Production
Le tournage s'est déroulé à Vancouver, au Canada. La série sera rediffusée jusqu'à ce que Fox Family ne devienne ABC Family.

## DVD
Sortie en 3 coffrets saison 1+2+3 avec 5 DVD dans chaque coffret chez l'éditeur : Arcadès LCJ
- Saison 1 : 22 épisodes (sortie le 16 février 2007)
- Saison 2 : 22 épisodes (sortie le 23 juin 2008)
- Saison 3 : 21 épisodes (sortie le 6 juin 2010)

Erreur de l'éditeur : dans le coffret saison 1 sur le DVD 1 la série commence à partir du 2e épisode "Le rival", le premier épisode "Une fête très réussie" a été mis sur le 3e DVD.

## Commentaires
- John Astin (Gomez dans la série de 1964) revient pour jouer le grand-père Addams dans 2 épisodes saison 1 (épisode 6 : La visite de grand papy et épisode 40 : La visite de grand-papa)
- L'actrice Nicole Fugere avait déjà joué Mercredi dans le téléfilm de 1998 La Famille Addams : Les retrouvailles.
- Dans le premier épisode de la saison 1, Mercredi et Pugsley se déguise en Roger Ebert et Gene Siskel pour Halloween.
- John DeSantis (l'acteur jouant Max) mesure 2,06 m.